# Francisco Valles
Francisco Valles de Covarrubias (4. října 1524 – 20. září 1592) byl španělský lékař a filozof, který působil v době renesance.

## Životopis
Narodil se ve městě Covarrubias a byl pokřtěn 4. října 1524. Mezi jeho rodiče patřili lékař Francisco Valles a Brianda de Lemus. Měl celkem tři bratry. Vystudoval medicínu v Padově. Byl 42 let ženatý s Juanou de Vera, se kterou měl dohromady šest dětí: Lucíu, Francisca, Juanu, Catalinu, Gabriela a Diega. Sloužil jako osobní lékař Filipa II. Ve svých publikacích se zabýval vztahem filozofie a medicíny. Kromě toho byl Vallés i velkým humanistou a spisovatelem, zároveň i ovládal latinu a řečtinu. Velkou část svého života vyučoval medicínu ve městě Alcalá de Henares. Poslední roky strávil v klášteře El Escorial.
Zemřel 20. září roku 1592 ve městě Burgos. Jeho ostatky byly na jeho výslovné přání přeneseny do kaple Colegio Mayor de San Ildefonso v Alcalá de Henares.

## Publikace
- Controversiarium medicarum et philosophicarum (1556)
- Commentaria in quartum librum metheoron Aristotelis (1558)
- Claudii Gal. Pergameni De Locis Patientibus Libri Sex (1559)
- In Aphorismos, & libellum de alimento Hippocratis, comentaria (1561)
- Octo librorum Aristotelis de physica doctrina versio recens & commentaria (1562)
- Controuersiarum naturalium ad tyrones pars prima (1563)
- Comentarii de vrinis, pulsibus & febribus (1565), (1569)
- Commentaria in Prognosticorum Hippocratis (1567)
- Galeni ars medicinalis commentariis (1567)
- Comentaria in libros Galeni de differentia febrium (1569)
- Commentaria in libros Hippocratis de Ratione victus in morbis acutis (1569), (1590)
- In libros Hippocratis de morbis popularibus, commetaria (1577), (1588)
- De sacra philosophia (1587)[5]
- Methodus medendi (1588)
- De vrinis, pulsibus, ac febribus compendiariae tractationes (1588)
- In aphorismos Hippocratis commentarij VII (1589)
- Tratado de las aguas destiladas, pesos, y medidas de que los boticarios deuen usa (1592)
- De iis, quae scripta sunt physice in libris sacris siue de sacra philosophia (1595)[6]
- Sermon predicado en la solemnisima fiesta del Santissimo Sacramento, que se hizo en el Real Convento de San Pablo de Sevilla (1620)